# Степаненко, Аркадий Степанович
 Аркадий Степанович Степаненко  (1889 с. Глобино, Кременчугский у. Полтавской губ. — 5.09.1938 Киев) — украинский политический деятель.

## Биография
Учился в Уманском сельскохозяйственном училище. Арестован в 1907 году, как член УСДРП, инструктор дружинников. Выслан в Березовский уезд Тобольской губернии. В 1917 главный член УПСР и Крестьянского Союза (член её ЦК). Избран депутатом Учредительного собрания от Полтавского избирательного округа по списку № 1 (объединенные украинские социалисты: эсеры, Селянская спилка, социал-демократы). Член Украинской Центральной Рады (в начале 1918 года — заместитель её председателя). Председатель Всеукраинского съезда Советов рабочих, солдатских и крестьянских депутатов (17—18 декабря 1917 года). 1919 — эмиссар ЦК УПСР при правительстве Директории. В правительстве Исаака Мазепы (август 1919 года) исполнял обязанности министра земельных дел. 1920 пробовал объясниться с советской властью. Один из руководителей крестьянского движения в 1921 году в Полтавской и Харьковской губерниях. Был в эмиграции, в 1924 году вернулся на Украину. Работал заместителем директора банка в Херсоне, экономистом «Тракторбуду». Арестован в 1931 году по делу «Украинского национального центра». В 1937 арестован в Архангельские, осужден на 5 лет. Реабилитирован в 1989 году.